# Kopanica (przystanek kolejowy)
Kopanica – przystanek kolejowy we wsi Kopanica, w woj. wielkopolskim, w Polsce.